# Nicola Rizzoli
Nicola Rizzoli (phát âm tiếng Ý: [niˈkɔla ritˈtsɔli]; sinh ngày 5 tháng 10 năm 1971) là cựu trọng tài bóng đá người Ý, người đã làm trọng tài cho Serie A của Ý từ năm 2002 đến năm 2017, và đã từng là trọng tài của FIFA từ năm 2007 đến năm 2017. Ông ấy đã có trận chung kết FIFA World Cup 2014 giữa Đức và Argentina vào ngày 13 tháng 7 tại Estádio do Maracanã và Chung kết Champions League 2013 tại Wembley. Tính đến năm 2011, Rizzoli đã giành được sáu giải thưởng liên tiếp AIC Serie A của năm, với thành công gần đây nhất của ông đến vào năm 2016. Vào ngày 18 tháng 2 năm 2017, Rizzoli đã được Soccer 360 đưa vào danh sách 5 trọng tài hàng đầu trong thế kỷ 21.